# Християнска Халкидики
„Християнска Халкидики“ (на гръцки: Εκθεση Χριστιανική Χαλκιδική) е музейна изложба в курортното селище Урануполи, Хилкидики, Гърция.

## История
Изложбата е създадена от Десета ефория за византийски старини. Разположена в сграда от XVIII век, която е била притежание на Ватопедския манастир и е използвана за лодките, с които се е тръгвало към Света гора.
Изложбата има експонати от раннохристиянския, средновековния и поствизантийския период от целия Халкидически полуостров. На първия етаж има 14 преносими икони – 11 големи и 3 малки, от XVIII – началото на XX век от различни църкви и манастири. Забележителна е иконата на Света Богородица и Христос на трон, която датира от 1728 година. Също така са интересни стенописите, дело на местни майстори, свалени от апсидата и протезиса на метоха „Света Троица“ на манастира „Света Анастасия Узорешителница“ (XVI – XVII век). Изложен е и бронзов кръст от XI – XII век, малка костена плочка с Христос от X – XI век, календар на службите за неподвижните празници през септември от 1806 година.
На втория етаж са изложени християнски находки от различни археологически обекти на Халкидики – гледжосана керамика, кандила, бронзови монети, бижута, печати и върхове на стрели от Потидея, Торони, Палеокастро, Агиос Мамас, Неа Силата, Галатища и гробището на Йерисос. Изложени са и коринтски и йонийски капители и олтарна преграда от раннохристиянските Софрониева базилика и базилика „Свети Георги“ в Никити.
- Урануполската кула и Арсанас – сградата на музея
- Експонати на първия етаж
- Стенописи от апсидата и протезисната ниша на метоха „Света Троица“ на манастира „Света Анастасия“ (XVI – XVII век)
- Експонати от разкопки на Халкидики
- Елементи от Софрониевата базилика и базиликата „Свети Георги“ в Никити